# (4823) Libenice
(4823) Libenice es un asteroide perteneciente al cinturón de asteroides, descubierto el 4 de octubre de 1986 por Antonín Mrkos desde el Observatorio Kleť, České Budějovice, República Checa.

## Designación y nombre
Designado provisionalmente como 1986 TO3. Fue nombrado Libenice en homenaje a un antiguo santuario celta existente en el centro de Bohemia ubicado en la ciudad de Libenice, con reminiscencias astronómicas y que se remonta al siglo IV a. C.

## Características orbitales
Libenice está situado a una distancia media del Sol de 2,159 ua, pudiendo alejarse hasta 2,390 ua y acercarse hasta 1,929 ua. Su excentricidad es 0,106 y la inclinación orbital 1,116 grados. Emplea 1159 días en completar una órbita alrededor del Sol.

## Características físicas
La magnitud absoluta de Libenice es 14,2.